# Госпођица (ТВ серија из 1986)
Госпођица (порт. Sinhá moça) бразилска је теленовела, продукцијске куће Реде Глобо, снимана 1986.
У Србији је приказивана 1998. на Трећем каналу Радио-телевизије Србије.

## Синопсис
Ово је прича о љубави између Мале Госпођице и адвоката Родолфа, испреплетена политичким неслагањима која су заокупила Бразил уочи укидања ропства у другој половини 19. века.
Мала Госпођица прича је о младој јунакињи која персонификује своју генерацију и која се, подстакнута идеалима о слободи и једнакости, бори против неправде и ропства. Прича почиње када Мала Госпођица, кћерка грофа од Араруне, и Родолфо, син породичног адвоката, заврше студије и врате се у главни град провинције. Радња се дешава две године пре Златног закона када су пламтеле идеје о укидању ропства. Покрет је победио у већини градова, али град Араруна је једно од последњих упоришта ропства у коме гроф намеће своју вољу над целокупним становништвом са циљем да се сруше аболицијски идеали. То се мења доласком Мале Госпођице која са собом носи управо такве принципе и претвара се у велику политичку и идеалистичку противницу властитог оца. Малу Госпођицу освоји Родолфо када сазна да је он аболицијски активиста који ослобађа робове и води их у организације које их могу довести до било каквог облика слободе. Однос Мале Госпођице и Родолфа компликован је, највише због њеног оца, немилосрдног грофа и Родолфовог највећег политичког непријатеља…

## Занимљивости
Како би се што веродостојније приказала свакодневица градића пред укидања ропства, савршено су послужиле плантаже из околине Сао Паула из 19. века. Иако у околини тог бразилског велеграда више не цветају плантаже кафе, показало се да је та земља изврсна позадина за робове који су обрађивали поља. Окружене шумама и језерима, као главне локације за снимање приче изабране су две плантаже. Оно што су некад биле куће богатих велепоседника, у серији су домови две породице. Једна је плантажа тако дом грофа од Араруне, а друга Кутино. Недалеко од њих саграђен је цео градић са зградама у колонијалном и класицистичком стилу, типичном за 19. век. Сетови су осмишљени тако да одговарају друштвеној класи власника, али како би се што верније дочарао период, пуно је труда уложено и у одабир покућства, тањира, сребрнине, постељине, па чак и коња и кочија. Пажљиво је рађено на детаљима у креацији декорације сета, који су били велики, али како би све било познато и глумцима, продукцијски тим за њих је осигурао и курсеве. Тако су неки учили штампарство, неки балет, понашање за столом, гестове и слично. Занимљиво је да жене у 19. веку нису седеле скрштених ногу, a мушкарци су били изврсни јахачи. Костими, фризуре и шминка такође су у складу са раздобљем. Племкиње су гиздаве и богато дотеране, али најзахтевније је било дочарати робове. Језик серије такође је прецизно дефинисан.

## Улоге
| Глумац:                | Улога:                                          |
| ---------------------- | ----------------------------------------------- |
| Луселија Сантос        | Марија дас Грасас Фереира Фонтес Мала госпођица |
| Маркос Пауло           | Родолфо Гарсија Фонтес                          |
| Мауро Мендонка         | Доктор Фонтес                                   |
| Елаине Кристина        | Грофица Кандида Фереира                         |
| Луис Карлос Арутин     | Аугусто                                         |
| Неуза Амарал           | Инес Гарсија Фонтес                             |
| Антонио Помпео         | Хустино                                         |
| Норма Блум             | Нина Теикеира                                   |
| Патрисија Пиљар        | Ана Луиса Теикеира Ана до Веу                   |
| Жозе Аугусто Бранко    | Маноел Теикеира                                 |
| Клаудио Кореа е Кастро | Доктор Жоао Аморим                              |
| Чика Хавијер           | Ба Вирхинија                                    |
| Данијел Дантас         | Рикардо Гарсија Фонтес                          |
| Соланж Коуто           | Аделаиде Кутино                                 |
| Раимундо де Соуза      | Димас Рафаел                                    |
| Иван Мескуита          | Кутино                                          |
| Клаудио Мамберти       | Поручник Антеро                                 |
| Вера Фишер             | Алсина                                          |
| Жасира Сампаио         | Рут                                             |
| Жеси Амадеу            | Фулхенсио                                       |
| Валтер Сантос          | Феитор Бруно                                    |
| Тони Торнадо           | Хусто Филхо Капетан до Мато                     |
| Косме дос Сантос       | Себастијао Бастијао                             |
| Хермано Филхо          | Евералдо                                        |
| Денис Деркиан          | Ренато                                          |
| Фернандо Хосе          | Мартино                                         |
| Енио Сантос            | Инасио                                          |
| Аугусто Олимпио        | свештеник Бобо                                  |
| Лусијана Брага         | Жулијана                                        |
| Тарсисио Филхо         | Марио                                           |
| Тато Габус Мендес      | Хосе Кутино                                     |
| Низо Нето              | Нино                                            |
| Ренато Прието          | Вила                                            |
| Хосе Прата             | Бентино                                         |
| Гранде Отело           | Хусто                                           |
| Серхио Виоти           | Фреи Хосе                                       |